# Gentile Stefaneschi Orsini
Gentile Stefaneschi Orsini (Roma, 1250/1260 – Acerenza, 18 agosto 1303) è stato un vescovo cattolico italiano.

## Biografia
Nato a Roma, era figlio del senatore Pietro Stefaneschi e di Perna Orsini, nipote di Matteo Orsini, ed esponente del ramo degli Orsini di Soriano. Ebbe almeno sette fratelli, cinque maschi (Stefano, Bertoldo, Giovanni, Paolo e Jacopo) e due femmine (di cui si conosce solo il nome di una, Costanza).
Compì gli studi presso convento domenicano di Santa Sabina a Roma ove figurava Coenobii S. Sabinae alumnus; non risulta possibile stabilire in quali anni Gentile fosse entrato nel convento domenicano. Tra il 1292 e il 1293 egli conseguì il titolo di Lector del convento domenicano di Santa Maria sopra Minerva in Roma, e la licentia docendi in teologia, a Parigi.
Fu nominato vescovo di Catania nel 1296, non prima del 13 maggio. La nomina avvenne a pochi mesi dall'incoronazione di Federico d'Aragona a re di Trinacria; la Santa Sede, parteggiando per gli Angioini, aveva invero invalidato l'incoronazione promulgando, il 20 gennaio 1297, la bolla Redemptor mundi. Il 3 giugno 1300 il Pontefice indirizzò una missiva a Gentile, nella quale veniva nominato administrator della diocesi di Acerenza, incarico che aveva la funzione di sopperire ai proventi episcopali dei quali era stato privato dalla diocesi catanese.